# 列島どっきり宅配便
『列島どっきり宅配便』（れっとうどっきりたくはいびん）は、1998年4月13日から同年6月29日までテレビ東京系列局で放送されていたテレビ東京製作のバラエティ番組である。放送時間は毎週月曜 19:00 - 19:50 （日本標準時）。
各地からビデオレターで寄せられたリクエストに請負人（リポーター）たちが応えていた番組で、春風亭小朝によるナレーションで進行。オープニングテーマは玉川カルテットの「玉カルのアンアン小唄」。